# エーリヒ・パウージン
エーリヒ・パウージン（Erich Pausin、1920年4月18日 - 1997年）は、オーストリア出身の男性フィギュアスケート選手。1936年ガルミッシュ・パルテンキルヘンオリンピックペア銀メダリスト。パートナーはイルゼ・パウージン。

## 経歴
- 1934年から世界フィギュアスケート選手権で5大会連続の2位。
- 1936年ガルミッシュ・パルテンキルヘンオリンピックで銀メダルを獲得。

## 主な戦績
| 大会/年      | 1934-35 | 1935-36 | 1936-37 | 1937-38 | 1938-39 |
| ------------ | ------- | ------- | ------- | ------- | ------- |
| オリンピック |         | 2       |         |         |         |
| 世界選手権   | 2       | 2       | 2       | 2       | 2       |
| 欧州選手権   | 4       |         | 2       | 2       | 2       |